# Quang Ninh (provincie)
Quang Ninh (vietnamsky Quảng Ninh) je provincie na severovýchodě Vietnamu. Žije zde téměř 1,2 milionu obyvatel, hlavní město je Ha Long. V provincii leží proslavená zátoka Ha Long.

## Geografie
Provincie leží na severovýchodě Vietnamu. Je známá zejména tím, že se zde nachází zátoka Ha Long. Provincie na severu sousedí s Čínou, v rámci Vietnamu poté s provinciemi Hai Phong, Hai Duong, Bac Giang a Lang Son.

## Ekonomika
Region je převážně založený na zemědělství, avšak těží též z turistického ruchu, jelikož sem proudí zástupy turistů do zátoky Ha Long.